# Oziroe
Oziroe é um género de plantas com flor monocotiledóneas bulbosas pertencente à subfamília Scilloideae da família das Asparagaceae. O género, que constitui a tribo monotípica Oziroëeae, agrupa 5 espécies com distribuição restrita à região dos Andes, na costa ocidental da América do Sul.

## Descrição
A espécies do género Oziroe crescem a partir de bolbos que apresentam raízes contráteis e normais. Cada bolbo produz apenas algumas folhas, que são grossas e estriadas. O caule de floração (escapo floral), que aparece ao mesmo tempo que as folhas, apresenta brácteas ao longo de seu comprimento, geralmente com uma ou duas flores em hastes rectas (pedicelos) que emergem do ângulo entre cada bráctea e o escapo. As flores têm seis tépalas esbranquiçadas, de cerca de 6 cm de comprimento, adnatas por um curto comprimento na base. As flores fertilizadas produzem sementes pretas, em forma de pêra, com até 6–7 mm de comprimento.

## Espécies
O World Checklist of Selected Plant Families reconhece as seguintes espécies:
- Oziroe acaulis (Baker) Speta - Peru, Bolívia, Chile, Argentina
- Oziroe argentinensis (Lillo & Hauman) Speta - Bolívia, Paraguai, Argentina
- Oziroe arida (Poepp.) Speta - Chile
- Oziroe biflora (Ruiz & Pav.) Speta - Chile, Perú, Bolívia
- Oziroe pomensis Ravenna - Peru, Bolívia, Chile, Argentina

## References
1. 1 2 3  «Oziroe», Royal Botanic Gardens, Kew, World Checklist of Selected Plant Families, consultado em 27 de março de 2013
2. ↑  holotype per Rafinesque, Constantine Samuel. 1837.  Flora Telluriana 3: 53-54
3. ↑  «Othocallis» (em inglês). The Plant List. 2010. Consultado em 14 de agosto de 2014
4. ↑  Missouri Botanicaal Garden (2014).  Tropico, ed. «Othocallis» (em inglês). Consultado em 14 de agosto de 2014
5. 1 2  Stevens, P.F. (2001 onwards), "Asparagales: Scilloideae", Angiosperm Phylogeny Website, retrieved 2014-02-25
6. ↑  «Oziroe Raf.», eMonocot, consultado em 27 de março de 2013, arquivado do original em 19 de abril de 2013
7. ↑  Jørgensen, P. M., M. H. Nee & S. G. Beck. (eds.) 2014. Catálogo de las plantas vasculares de Bolivia, Monographs in systematic botany from the Missouri Botanical Garden 127(1–2): i–viii, 1–1744.
8. ↑  «Search for Oziroe», Royal Botanic Gardens, Kew, World Checklist of Selected Plant Families, consultado em 27 de março de 2013